# Peize
Peize (även kallad Paais) är en tätort i Nederländerna med cirka 5 500 invånare (2019). Den tillhör Noordenvelds kommun och ligger i den norra provinsen Drenthe och befinner sig därmed omkring 10 kilometer söder om Groningen. Småorter som även tillhör Peize är Peizermade, Peizerwold, De Pol, De Streek, Boerlaan och Altena. Till den 1 januari 1998 bildade Peize sin egen kommun.

## Historik
Peize brukade vara en typisk jordbruksby. Under det 1500- och 1600-talet var byn känd för en omfattande odling av humle som främst används vid ölbryggning. De flesta bybor deltog i odlingen av humle till 1800-talet. Humle är däremot fortfarande en symbol för Peize och används i byns vapensköld.
Även relativt sett har Peize aldrig varit stort och fram till början av 1800-talet bodde majoriteten av befolkningen på landsbygden. I dag är Peize tätbefolkat och området beboddes huvudsakligen av folk som arbetar på annan ort (som i Groningen och Assen) men som väljer att bo i en relativt lugn livsmiljö.

## Serviceinrättningar
Peize har god tillgång till de flesta offentliga serviceinrättningar. Vårdcentral Medisch Centrum Peize med distriktsläkare, apotek och ålderdomshemmet Hoprank finns mitt i byns centrum. Dorpshuis Peize (medborgarhuset) bidrar till invånarnas välbefinnande med lokaler för kulturverksamhet, samt förskolan och biblioteket. Två grundskolor utbildar barn upp till tolv års ålder. Vuxen- och gymnasieutbildning finns i närliggande byar eller i staden Groningen. 

### Sport
Vissa idrottsföreningar är uppbyggda kring specifika sporter eller aktiviteter, som till exempel fotboll (VV Peize), tennis, volleyboll, kampsport och biljard. Utomhusbaden i Peize byggdes på 1960-talets och har underhållits av lokala krafter sedan 1988.

## Kommunikationer

### Vägar
De två provinsvägarna N372 och N386 är viktiga för byns tillgänglighet. Väg N372 ansluter Peize norrut till Groningen och västerut till Roden och Leek. Båda ansluter den till riksvägen A7. Väg N386 leder söderut mot Vries för att ansluta till riksvägen A28 mot Assen.

### Buss
Peize har några bussförbindelser i form av Qbuzz-linjerna 4, 86 och 417.  
- 4: Roden - P+R Hoogkerk - Hoofdstation (järnvägsstation Groningen) - UMCG Noord - P+R Kardinge - Beijum
- 86: Norg - Peize - Hoogkerk - Groningen (endast under rusningstimmen)
- 417: Groningen - Peize - Roden - Leek (gäller endast på natten i helgen) [3]

### Flyg
Cirka 5 kilometer bort ligger närmaste flygplats, Groningen-Eeldes flygplats, med huvudsakligen charterflyg till semestermål.

## Sevärdheter

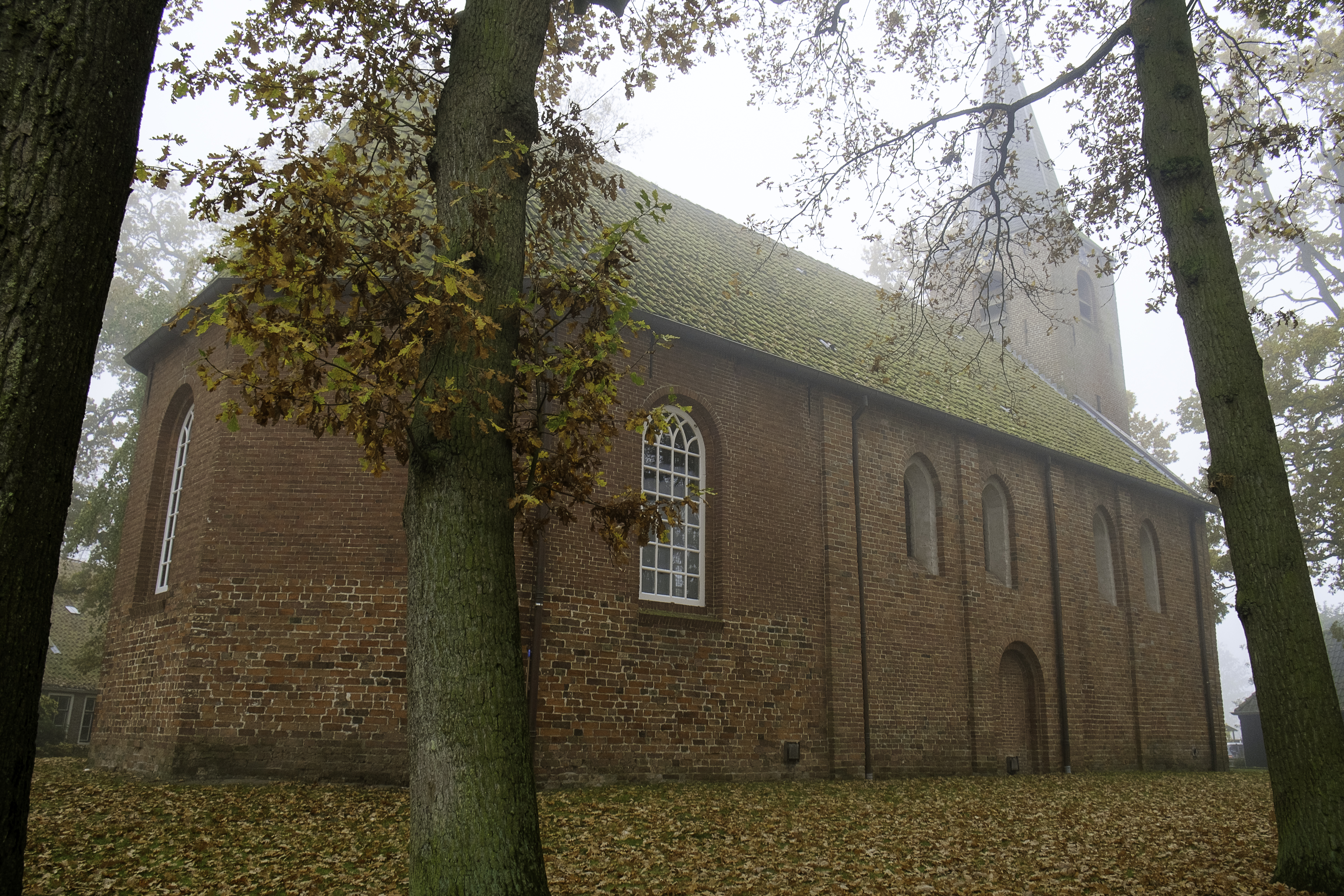
Kyrkan i Peize.

Peize har 18 riksmonument. Norr om Peize ligger naturreservatet De Onlanden, avsett för naturutveckling, vattenlagring och samtidigt för fritidsort i norra Drenthe för människor och djur. Här finns också en återställd amerikansk vindmotor.
När det gäller kultur har byn en ekumenisk kyrka byggd under 1200-talet. Holländaren Paiser Meul används fortfarande för småskaliga spannmålsproduktion. 

## Evenemang
I Peize hålls årligen ett flertal olika evenemang. Den mest kända är Peizer Zomerfeesten på sommaren, med diverse aktiviteter i veckan runt Peizer Jaarmarkt, mässan som äger rum på den första lördagen i augusti. Därutöver arrangeras bland annat popmusikkonserter, vandringskvällar, cykelturer och -tävlingar året runt.